# Frjálsíþróttasamband Íslands
Islandzka Federacja Lekkoatletyczna (isl. Frjálsíþróttasamband Íslands, FRÍ) – islandzka narodowa federacja lekkoatletyczna należąca do European Athletics. Siedziba znajduje się w Reykjavíku, a prezesem jest od maja 2016 Freyr Ólafsson, który w maju 2018 został wybrany na kolejną kadencję.
Federacja powstała w 1947 i od tego samego roku jest członkiem IAAF.
Prezesi federacji od 1997:
- 1997-2006: Jónas Egilsson[3]
- 2006-2008: Arnþór Sigurðsson[4]
- 2008-2010: Ásdís Halla Bragadóttir[5]
- 2010-2012: Stefán Halldórsson[6]
- 2012-2014: Jónas Egilsson[7]
- 2014-2016: Einar Vilhjálmsson[8][9]
- 2016-: Freyr Ólafsson[10][11]